# フィデル・ウリアルテ
フィデル・ウリアルテ（Fidel Uriarte, 1945年3月1日 - 2016年12月19日）は、スペイン・セスタオ出身の元サッカー選手、サッカー指導者。スペイン代表であった。ポジションはフォワード。

## 経歴

### クラブ
ビスカヤ県・セスタオ出身。バスク自治州最大のクラブであるアスレティック・ビルバオの下部組織で育ち、17歳だった1962年9月23日、CDマラガ 戦(0-2)でデビューした。21歳だった1965-66シーズンには14得点を記録し、リーグ戦での通算出場試合数が100試合に達した。1967-68シーズンは24試合の出場に留まったが、自己最多の22得点を挙げて得点王（ピチーチ賞）のタイトルを獲得。アスレティックはリーグ戦で7位となった。1968-69シーズンにはコパ・デル・レイを制し、1972-73シーズンには2度目の優勝を飾った。1974年にアスレティックを離れるまでに、公式戦通算389試合に出場して121得点を挙げた。1974年にCDマラガに移籍し、1度の昇格と2度の降格という浮き沈みを経験。1977年、32歳で現役引退した。
現役引退後は指導者の道を歩み、アスレティック・ビルバオの下部組織の監督やトップチームのアシスタントコーチ、ビジャレアルCFの監督などを歴任した。

### 代表
1968年2月28日、セビージャで行われたスウェーデン代表との親善試合でスペイン代表デビューした。1971年2月20日に行われたイタリア代表との親善試合でA代表キャリア唯一の得点を挙げた。

### 代表での得点
| #  | 日付          | 場所     | 相手     | スコア | 最終結果 | 大会     |
| -- | ------------- | -------- | -------- | ------ | -------- | -------- |
| 1. | 1971年2月20日 | カリアリ | イタリア | 0–2    | 1–2      | 親善試合 |

## タイトル

### クラブ
- アスレティック・ビルバオ

コパ・デル・レイ (2) : 1968–69, 1972–73

### 個人
- ピチーチ賞 (1) : 1967–68